# Sandskär, Hangö
Sandskär är en ö i Finland. Den ligger i Finska viken och i kommunen Hangö i landskapet Nyland, i den sydvästra delen av landet. Ön ligger omkring 110 kilometer väster om Helsingfors.
Öns area är 8,8 hektar och dess största längd är 0,6 kilometer i öst-västlig riktning.